# Matthäus Hetzenauer
Matthäus Hetzenauer (Brixen im Thale, 23 december 1924 – aldaar, 3 oktober 2004) was een Duitse sluipschutter van het 3e Bergdivisie aan het Oostfront tijdens de Tweede Wereldoorlog. Hetzenauer schoot 345 communistische militairen dood. De langste afstand waarover hij iemand kon doden was 1100 meter.
Hetzenauer werd van 27 maart tot 16 juli 1944 opgeleid tot sluipschutter. Na zijn opleiding werd hij ingedeeld bij het 3e Gebirgsjäger Divisie. Op 6 november 1944 raakte hij gewond aan zijn hoofd door artillerievuur.
Op 17 april 1945 werd hij onderscheiden met het Ridderkruis van het IJzeren Kruis voor de Sovjet-vijanden die hij gedood had. Hetzenauer gebruikte altijd een K98 of een Gewehr 43.
In mei 1945 werd hij gevangengenomen door het Rode Leger en zat 5 jaar vast in Rusland. Na een verslechterende gezondheid overleed Hetzenauer op 3 oktober 2004, hij werd 79 jaar oud.

## Decoraties
- Ridderkruis van het IJzeren Kruis op 17 april 1945 als Gefreiter en Scharfschütze in de 7./Gebirgsjäger-Regiment 144/ 3. Gebirgs-Division/ XXXXIX. Gebirgs-Armee-Korps/ 1. Panzer-Armee/ Heeresgruppe Mitte/Oostfront[6][7][8]
- IJzeren Kruis 1939, 1e Klasse (25 november 1944) en 2e Klasse (1 september 1944)[8]
- Gewondeninsigne 1939 in zwart op 9 november 1944[8]
- Storminsigne van de Infanterie in zilver op  13 november 1944[8]
- Insigne voor Scherpschutters
- Insigne voor Scherpschutters, 3e Klasse (met gouden versiering), voor ten minste 60 vijanden gedood op 3 december 1944[9][8]
- Nahkampfspange in Goud (niet bevestigd)